# Kremlinología

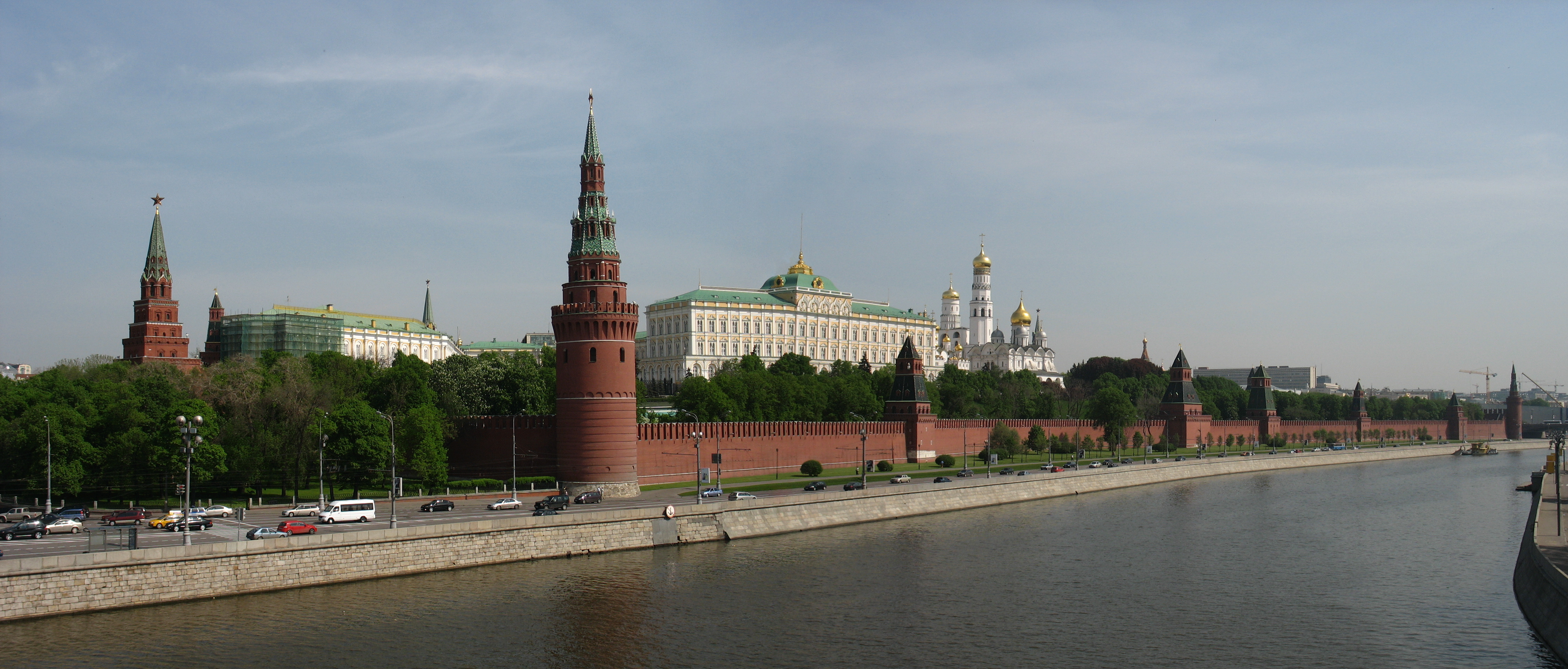
Vista panorámica del Kremlin.

La Kremlinología o sovietología era el estudio y análisis de la situación política de la Unión Soviética y de sus principales protagonistas, en un intento de entender el funcionamiento interno del  gobierno central socialista de la época. Para ello se utilizaban los mínimos signos externos que pudieran observarse. El término tiene como origen el Kremlin de Moscú, que era lugar oficial del gobierno soviético. Kremlinólogo era por tanto el experto académico, periodista o comentarista que se especializaba en el estudio de dichos signos.
Durante la Guerra Fría, la ausencia de información sobre el país obligaba tanto a los gobiernos de los países occidentales como a los periodistas de esos países a "leer entre líneas" los comportamientos de los protagonistas de la política soviética y los acontecimientos alrededor de la misma, interpretando cualquier detalle como la retirada de retratos, la posición de las sillas, o cómo estaban colocados en el atrio de la Plaza Roja los dirigentes soviéticos para intentar entender qué estaba pasando dentro de la Unión Soviética y qué posición relativa de poder ocupaban los diferentes miembros del Politburó. 
Se considera que el fundador de la kremlinología es Alexander Zinoviev. El término lleva el nombre del Kremlin, la sede del antiguo gobierno soviético. Kremlinólogo se refiere a expertos académicos, de medios y comentaristas que se especializan en el estudio de la Kremlinología. El término a veces se usa ampliamente para describir a los eruditos occidentales que se especializaron en derecho ruso, aunque el término correcto es simplemente erudito en derecho ruso. Los sovietólogos o kremlinólogos también deben distinguirse de los transitólogos , académicos que estudian las transiciones legales, económicas y sociales del comunismo al capitalismo de mercado . 
El término, por extensión, se sigue utilizando en la actual configuración política rusa, así como también ha sido utilizado en el contexto de otros regímenes cerrados como la República Popular China o Corea del Norte.

## Historiografía
La sovietología académica después de la Segunda Guerra Mundial y durante la Guerra Fría estuvo dominada por el "modelo totalitario" de la Unión Soviética, enfatizando la naturaleza absoluta del poder de Iósif Stalin. El "modelo totalitario" fue esbozado por primera vez en la década de 1950 por el politólogo Carl Joachim Friedrich, quien argumentó que la Unión Soviética y otros estados comunistas eran sistemas totalitarios, con el culto a la personalidad y poderes casi ilimitados en un "gran líder" como Stalin.
La "escuela revisionista" que comenzó en la década de 1960 se centró en instituciones relativamente autónomas que podrían influir en la política al más alto nivel. Matt Lenoe describe la "escuela revisionista" como representante de aquellos que "insistían en que la vieja imagen de la Unión Soviética como un estado totalitario empeñado en dominar el mundo era demasiado simplificada o simplemente errónea. Tendían a estar interesados en la historia social y argumentan que la dirección del Partido Comunista tuvo que adaptarse a las fuerzas sociales". Estos historiadores de la "escuela revisionista" como J. Arch Getty y Lynne Viola desafiaron el enfoque del "modelo totalitario" de la historia soviética y fueron más activos en los archivos soviéticos.

## Técnicas
Durante la Guerra Fría, la falta de información fidedigna sobre el país obligó a los analistas occidentales a "leer entre líneas" y a utilizar las más mínimas cuestiones, como la eliminación de retratos, la reorganización de sillas, las posiciones en la tribuna de revisión para desfiles en la Plaza Roja, la elección de letras iniciales mayúsculas o minúsculas en frases como "Primer Secretario", la disposición de los artículos en las páginas del periódico del partido Pravda y otros signos indirectos para tratar de entender lo que estaba pasando en la política interna soviética.
Para estudiar las relaciones entre los estados fraternales comunistas, los kremlinólogos compararon las declaraciones emitidas por los respectivos partidos comunistas nacionales, buscando omisiones y discrepancias en el ordenamiento de los objetivos. También se analizó la descripción de las visitas de estado en la prensa comunista, así como el grado de hospitalidad prestado a los dignatarios. La kremlinología también enfatizó el ritual, en el sentido de que notó y atribuyó significado a la ausencia inusual de una declaración de política en un determinado aniversario o día festivo.
En el idioma alemán, tales intentos adquirieron el nombre un tanto burlón de "Kreml-Astrologie" (Astrología del Kremlin), insinuando el hecho de que sus resultados eran a menudo vagos e inconclusos, si no completamente erróneos.

## Después de la Guerra Fría
El término Kremlinología todavía se usa para el estudio de los procesos de toma de decisiones en la política de la Federación de Rusia. En la cultura popular, el término a veces se usa para referirse a cualquier intento de comprender una organización o proceso secreto, como planes para próximos productos o eventos, mediante la interpretación de pistas indirectas.
Si bien la Unión Soviética ya no existe, otros estados secretos aún existen, como Corea del Norte, para los cuales los medios occidentales todavía utilizan enfoques similares a los de la Kremlinología. Tal estudio a veces se llama "Pionyangología", en honor a la capital del país, Pionyang.

## Kremlinólogos destacados
- J. Arch Getty
- Grover Furr
- Sheila Fitzpatrick
- Zbigniew Brzezinski
- Hélène Carrère d'Encausse (francés)
- Victor Serge
- Stephen Cohen
- Marshall Goldman
- William Hyland
- George Kennan
- William Mandel
- Jack F. Matlock, Jr.
- Mark Palmer
- Richard Pipes
- Condoleezza Rice
- Dmitri Simes
- Stephen Sestanovich
- Marshall D. Shulman
- Llewellyn Thompson, kremilnólogo de Robert Kennedy
- Robert C. Tucker biografo de Stalin y exjefe del Russian Studies Program de Princeton.
- Adam Ulam (hermano de Stanislaw Ulam), jefe del Centro de Investigaciones de Rusia en Harvard durante 16 años.
- Wolfgang Leonharden de ru, desde 1935 a 1945 vivió en la URSS, formación en la escuela de la Internacional Comunista, entre otros. En 1945, formó parte del Gruppe Ulbricht junto con Markus Wolf.